# Роман Сладкопевец
Рома́н Сладкопе́вец (греч. Ρωμανός ὁ Μελωδός; конец V века, Эмесса — между 555 и 562, Константинополь) — византийский гимнограф и композитор, автор песнопений, называемых кондаками (в раннем значении термина), некоторые из которых до сих пор используются в богослужении Православной церкви (например, «Дева днесь Пресущественнаго раждает»; «Душе́ моя, душе́ моя, восстани»).
Православная церковь причислила Романа Сладкопевца к лику святых (память 1 (14) октября).

## Жизнеописание
О Романе мало информации. Из доступных источников известно, что Роман Сладкопевец родился в середине V века в греческой (возможно также в сирийской или иудейской) семье в г. Эмесса, в Сирии и говорил на сирийском языке, был крещён в молодости, дьяконствовал в Бейруте, при императоре Анастасии I Дикоре (491—518) прибыл в Константинополь, здесь поступил в клир церкви Богоматери и вначале, ничем не выдаваясь, вызывал даже насмешки. Он усердно помогал при богослужениях, хотя не отличался ни голосом, ни слухом. Однако патриарх Евфимий любил Романа и даже приблизил его к себе за его искреннюю веру и добродетельную жизнь.

Расположение патриарха к святому Роману возбудило против него нескольких соборных клириков, которые стали его притеснять. На одном из предрождественских богослужений эти клирики вытолкнули Романа на амвон храма и заставили петь. Храм был переполнен богомольцами, служил сам патриарх в присутствии императора и придворной свиты. Смущенный и напуганный, святой Роман своим дрожащим голосом и невнятным пением всенародно осрамился. Придя домой совершенно подавленным, святой Роман ночью долго и напряженно молился перед иконой Божией Матери, изливая свою скорбь. Богородица явилась ему, подала бумажный свиток и велела съесть его (реминисц.: Книга пророка Изекииля, гл. 2 ст. 8). И вот совершилось чудо: Роман получил красивый, мелодичный голос и одновременно поэтический дар. В приливе вдохновения он тут же составил свой знаменитый кондак праздника Рождества Христова: 

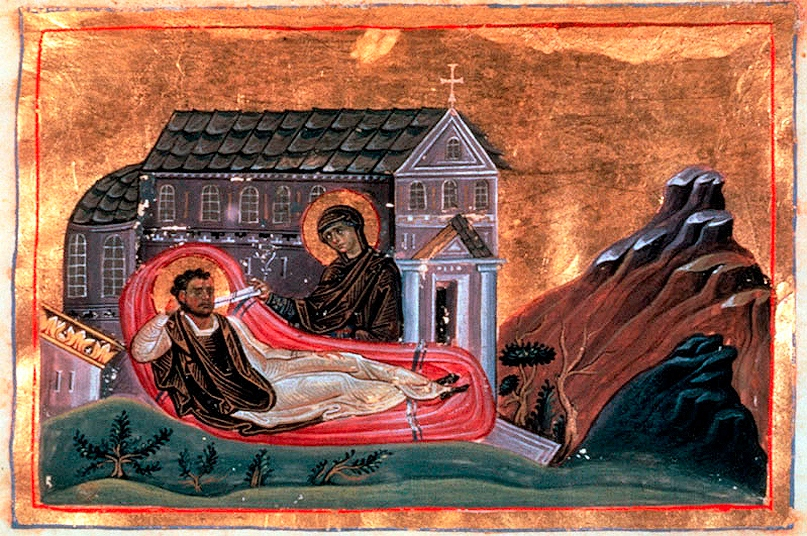
Роман Сладкопевец и Богородица, Минологий Василия II

«Дева днесь Пресущественнаго раждает, и земля вертеп Неприступному приносит; Ангели с пастырьми славословят, волсви же со звездою путешествуют; нас бо ради родися Отроча Младо, Превечный Бог».
Любимый всеми, святой Роман стал учителем пения в Константинополе и высоко поднял благолепие православных богослужений. 
За свой поэтический дар он занял почётное место среди церковных песнописцев. Ему приписывают более тысячи молитв и гимнов на различные праздники. В особенности славится акафист Благовещению Божией Матери, который поётся в пятую субботу Великого поста. По его образцу составлялись прочие акафисты. Скончался преподобный Роман в 556 году.
В греческом подлиннике гимны Романа имели особый стихотворный размер, называемый тоническим, которого он считается распространителем. 
Немецкий византинист Крумбахер, издавший полное собрание гимнов Романа, признаёт, что по поэтическому дарованию, одушевлению, глубине чувства и возвышенности языка он превосходит всех других греческих песнопевцев.

## Издания
- Romane le Melode / Ed. par J. Grosdidier de Matons. Paris, 1964.
- Sancti Romani Melodi Cantica / Ed. P. Maas, C.A. Trypanis. L., 1960.

## Переводы
Русские переводы:
- Кондаки и икосы св. Романа Сладкопевца… / Пер. С. Цветкова. М., 1881. 201 стр.
- Песни св. Романа Сладкопевца на страстную седмицу. / Пер. Цветкова. М., 1900. 212 стр.
- Плач пресвятыя Богородицы при кресте. М., 1891. 63 стр.; М., 1909. 67 стр.
- Кондак или песнь на рождество Христово. / Пер. П. Мироносицкого. СПб., 1912. 31 стр.
- Кондак или песнь на святую пасху. / Пер. П. Мироносицкого. СПб., 1913. 31 стр.
- Кондак на неделю ваий. / Пер. П. Мироносицкого. СПб., 1914. 24 стр.
- Кондак на святую пятидесятницу. / Пер. П. Мироносицкого. СПб., 1914. 24 стр.
- Кондак об Иуде предателе (читать и слушать)

Новые переводы:
- Памятники византийской литературы IV—IX веков. / Отв. ред. Л. А. Фрейберг. М.: Наука, 1968. С. 209—214.
- На Иуду Предателя. Гимн. О жизни монашеской. // От берегов Босфора до берегов Евфрата. / Пер. и комм. С. С. Аверинцева. М.: Наука (ГРВЛ), 1987. 360 стр. С. 252—262.
- Роман Сладкопевец. Кондак Иосифу Праведному. / Пер. В. В. Василика. // Вестник древней истории. 2008. № 4. С. 260—277.